# Шипош, Бела (экономист)
Шипош Бела (венг. Sipos Béla; род. 7 апреля 1945, Шопрон) — венгерский экономист

## Биография
Шипош происходит из интеллигентной семьи. Его родители (доктор Шипош Бела и Дора Шакач) переехали в Венгрию из Трансильвании в 1944 году. Он имеет двух сестер, Дору (1947) и Юдит (1951).
В 1963 году окончил среднюю школу им. Арпада в Обуде с отличными результатами и продолжил обучение в Университет Карла Маркса, где изучал экономику. Окончил университет в 1967 году.
Шипош Бела жил в Будапеште до 1971 года, когда он поселился в Пече. Он женат на докторе Каталин Редей (1970), статистик. У них два сына Бела (1971) адвокат в Дьере и Балаш (1972) административный судья в Пече. Их пять внуков: Мате Бела (2003), Ребека (2007), Берталан (2009), Хеди (2010), Мария Дора (2016).
Его область исследований с 1968 года — эконометрика, прогностика, производственные функции, конъюнктурные исследования и эмпирические циклы Кондратьева в бывших социалистических странах. Он первым в мире доказал, что длительные циклы в 50-60 лет (циклы Кондратьева), могут быть обнаружены во временных рядах бывших социалистических стран.

## Научная карьера
- 1968—1970. Научный сотрудник. Университет Кароли Маркса
- 1971. Инструктор. Университет Кароли Маркса, экономический факультет, Печ
- 1975. Преподаватель. Факультет экономики, Университет Печ
- 1981. Доцент. Факультет экономики, Университет Печ
- 1989. Профессор университета. Факультет экономики, Университет Печ
- 1997—2007. Проректор. Университет Печ
- 2013. Почетный профессор. Факультет экономики, Университет Печ

## Труды
- Empirical Research and Forecasting Based on Hungarian and World Economic Data Series. The Long-Wave Debate. Selected Papers from an IIASA (International Institute for Applied Systems Analysis) International Meeting on Long-Term Fluctuations in Economic Growth: Their Causes and Consequences, Held in Weimar, GDR, June 10–14, 1985. Springer Verlag. 1987.[1]
- «Prognosztification and Empiric Research of Kondratiew Cycles». Studia Oeconomica Auctoritate Universitatis Pécs Publicata. Pécs. 22. p., 1987
- «Empiricseszkoje isszledoványije i prognoziroványije cikov Kondratyeva». In:Симпозиум медвежьего-дунородня Трецкого sztrancslenov SZEV по проблеме прогнозирования научно-технического прогресса. Ереван, Армения, (1987) pp. 7–8. , 2 p.
- Гончаров, В Н; Колосов А. Н. Шипош, Бела. "Кондратьев — связь между циклами и техническим развитием. (на венгерском) MARKETING — PIACKUTATÁS 23 : 3-4 pp. 149—156. , 8 p. (1989)
- « Кондратьевский цикл» (на венгерском)] MAGYAR TUDOMÁNY 38 : 3 pp. 328–331. , 4 p. (1993)
- «A Kondratyev-ciklus empirikus vizsgálata és prognosztizálása» STATISZTIKAI SZEMLE 64: 12 pp. 1209–1237., 29 p. (1986)[2]
- «Развитие кондратьевских циклов на основе длинных очередей добычи угля». (на венгерском) ÖKONÓMIA 2 : 1 pp. 20–29. , 10 p. (1991)
- «Кондратьев — Распространение и влияние теории длинных циклов в Венгрии в 30-х и 40-х годах». In: Halász, Géza; Mihalik, István (szerk.) Ünnepi dolgozatok Mátyás Antal tanszékvezetői kinevezésének 40. évfordulójára. Budapest, Magyarország : Aula, (1995) pp. 153–163. , 11 p.
- «Empirical research of long-term cycles». STATISZTIKAI SZEMLE 75: 1. ksz. pp. 119–128., Bp., 1997.[3]
- Sipos Béla — Kiss Tibor. REGAL: Expert system for multiple linear regression analysis. STATISZTIKAI SZEMLE 76 : klsz pp. 35–49. Bp., 1998.[4]
- Kiss Tibor -Sipos Béla. «ExpS for Windows, a software application». STATISZTIKAI SZEMLE 78 : Klnsz pp. 146–164., 2000.[5]
- The Long term Cycles of Economic Life in Hungary and int he World Economy: in.: Part I. Innovation in Hungary. Innovation, Entrepreneurship, Regions and Economic Development: International Experiences and Hungarian Challenges. Ed.: Varga Attila and László Szerb; PTE., 2002
- «Analysis of long-term tendencies in the world economy and Hungary». STATISZTIKAI SZEMLE 80: Klnsz pp. 86–102. 2002.[6]
- Sipos Béla-Kehl Dániel. «Secular Trends and Long Cycles in the US Economy». DEVELOPMENT AND FINANCE 5: 4 pp. 3–12. 2007.
- Международном фонде Н. Д. Кондратьева Nemzetközi Kondratyjev Alapítvány
- Sipos Béla — Kehl Dániel. «Potential Impacts of Changes in per Capita GDP». DEVELOPMENT AND FINANCE 7: 4 pp. 43–52. 2009.[7]
- Область его исследований —. Автор и соавтор более 210 публикаций, включая 14 книг. Количество публикаций 211[8]

## Зарубежные исследования
- За последние 50 лет в 22 странах были более короткие и продолжительные учебные поездки.
- С 1991 по 1996 год в течение 6 месяцев работал стипендиатом Британского совета в бизнес-школе Middlesex (Лондон), Берроуз, Хендон, Лондон, NW4 4BT, Великобритания.
- В качестве члена MÖB он проводил исследования в Египте в 1997 году, в Дании в 1998 году и в Португалии в 1999 году.
- Он читал лекции на многочисленных международных конференциях, в основном на тему циклов Кондратьева, например. 1985. Веймар, 1986. София, Ереван, 1988. Новосибирск, 1989. Луганск, 1992. Оттава, 1993. Лондон, 1995. Бергамо, 2001. Стамбул, 2002 Бангкок, Роттердам.

## Външни препратки
- Шипош Бела. Wikijaa.ruБела Сипос. kk.wikijaa.ru. Дата обращения: 19 февраля 2025.
- Шипош Бела (экономист) Nina.az.Sipos, Béla (1987). Empirical Research and Forecasting Based on Hungarian and World Economic Data Series. The Long-Wave Debate: 119–126. doi:10.1007/978-3-662-10351-7_10. Дата обращения: 19 февраля 2025.
- Шипош Бела (экономист) [1]
- Шипош Бела (экономист) Информационный портал.Шипош, Бела (экономист). Информационный портал: строительство, ремонт, недвижимость, ландшафтный дизайн. Дата обращения: 17 февраля 2025.
- Béla Sipos. Wikinlu.Bela Sipos. uz.wikinlu.ru. Дата обращения: 19 февраля 2025.
- Иван НИКОЛОВ -Тодор АТАНАСОВ. Икономически Живот, 1987 (XXI/1-52) 1987-09-16 / No. 38. 10.[2]

- Шипош Бела (экономист)[1]

1. 1 2 3  Шипош, Бела (экономист). Строительные материалы: только полезная информация. Дата обращения: 3 марта 2025.
2. ↑  Икономически Живот, 1987 (XXI/1-52) | Arcanum Újságok (венг.). adt.arcanum.com. Дата обращения: 29 апреля 2025.